# سیلویا ورتامار
سیلویا ورتامار (به انگلیسی: Sylvia Vrethammar) (زاده ۲۲ اوت ۱۹۴۵) خواننده سوئدی است.